# Sankt Eriksplan
Sankt Eriksplan é uma praça no distrito de Vasastaden em Estocolmo, Suécia.

## História
A praça recebeu seu nome em homenagem ao Rei Érico IX, santo padroeiro de Estocolmo, retratado no brasão da cidade.

Brasão de Armas de Estocolmo

A estação de metrô Sankt Eriksplan foi inaugurada em 1952 e está na linha verde entre Odenplan e Fridhemsplan. Alguns dos locais mais populares próximos de Sankt Eriksplan incluem a  Filadelfiakyrkan (Igreja da Filadélfia), onde se realizam concertos frequentes, e o Karlbergs slott (Palácio de Karlberg) construído em 1630. É vista da Academia Militar Karlberg, inaugurada em 1792. Sankt Eriksplan é uma popular área residencial, com os preços dos apartamentos entre os mais caros de Estocolmo.

Imagem de 360°de Sankt Eriksplan

A banda Low Roar lançou uma música com o mesmo nome da estação, "St. Eriksplan", no álbum Once in a Long, Long While..., de 2017.